# Chignolo d'Isola
Chignolo d'Isola é uma comuna italiana da região da Lombardia, província de Bérgamo, com cerca de 2.791 habitantes. Estende-se por uma área de 5 km², tendo uma densidade populacional de 540 hab/km². Faz fronteira com Bonate Sopra, Bonate Sotto, Bottanuco, Madone, Medolago, Suisio, Terno d'Isola.

## Demografia
| Variação demográfica do município entre 1861 e 2011                               |
|                                                                                   |
| Fonte: Istituto Nazionale di Statistica (ISTAT) - Elaboração gráfica da Wikipedia |